# Carreño
Carreño là một đô thị trong cộng đồng tự trị của Công quốc Asturias, Tây Ban Nha.

## Nhân khẩu

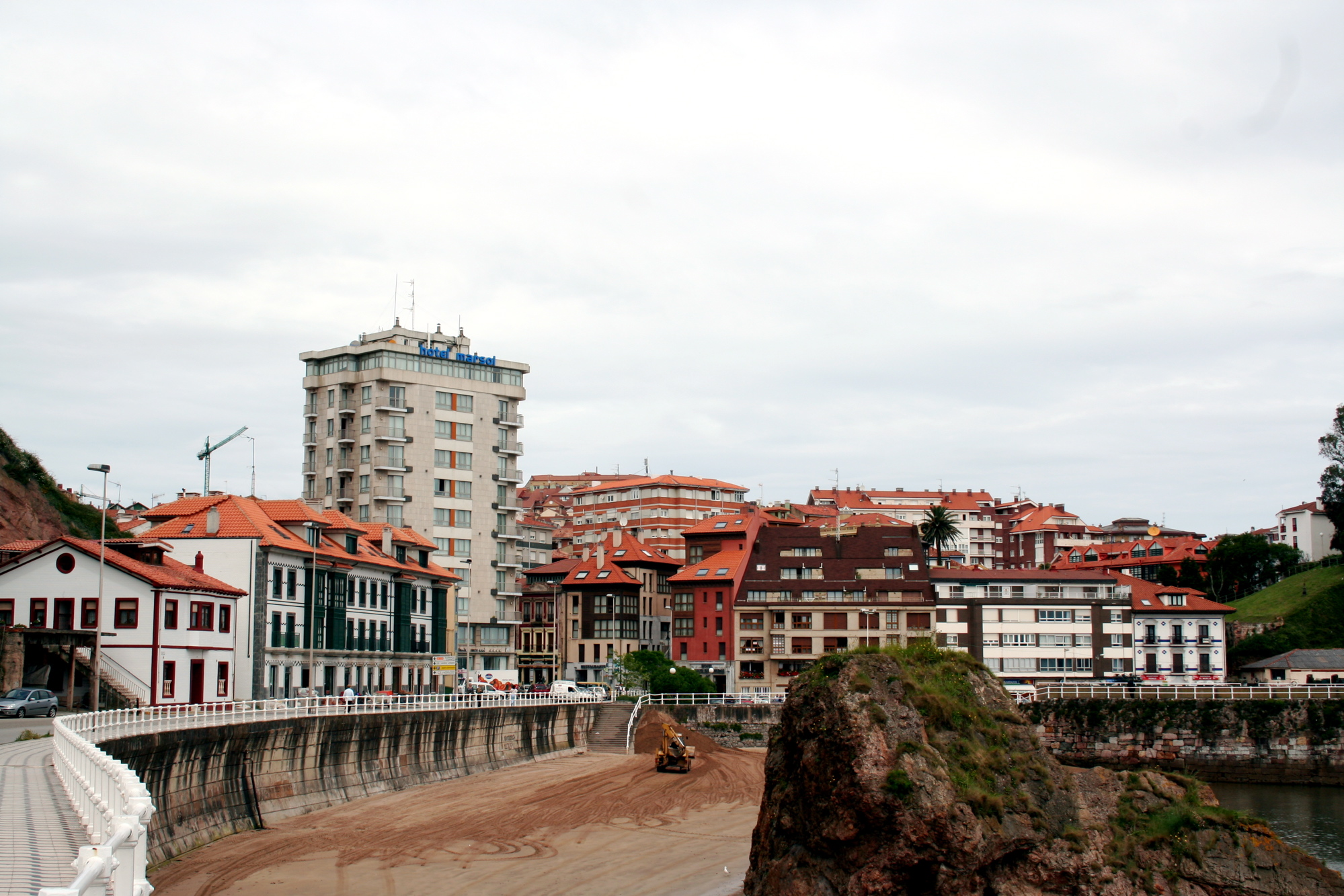
View over Candás

|                                                                          |
| ref: Instituto Nacional de Estadística de España - grafics for Wikipedia |